# ۱۹۳ (پیش از میلاد)
۱۹۳ (پیش از میلاد) ۱۹۳مین سال قبل از تقویم میلادی است.